# Purée de pommes de terre

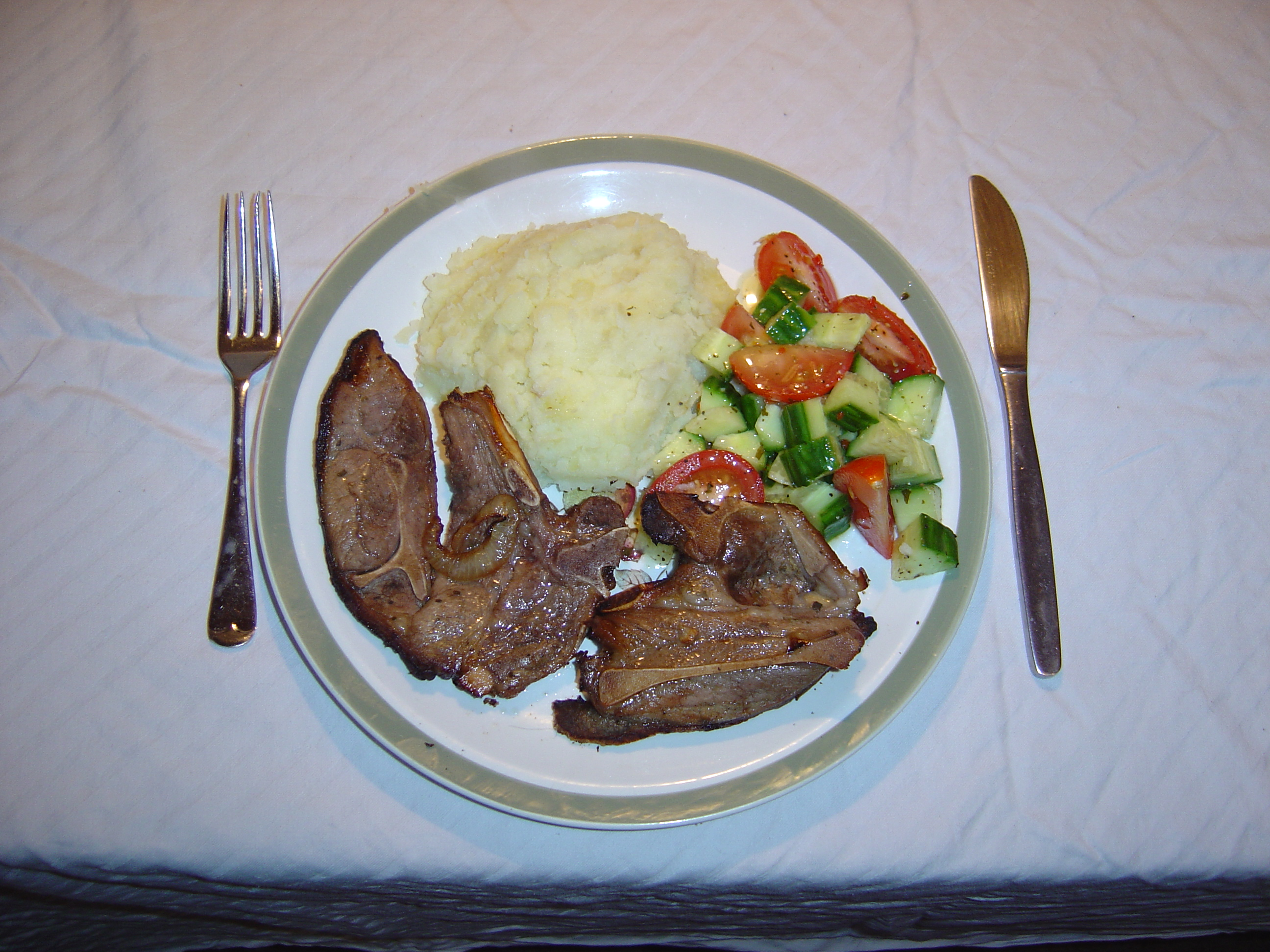
Purée, côtelettes d'agneau et crudités.

La purée de pommes de terre est un mélange de pommes de terre cuites, écrasées, qui peuvent être mélangées avec du beurre, du lait, de la crème fraîche, de l'eau, ou rester sans ajouts. Elle peut être assaisonnée de noix de muscade râpée.
Il est également possible d'agrémenter la purée de pommes de terre avec du fromage râpé (emmental, comté…) et/ou avec un jaune d’œuf, voire un œuf entier. La purée de pommes de terre est généralement servie en accompagnement d'une viande ou de légumes.
La purée de pommes de terre est un ingrédient d'autres plats tels que les pommes duchesse, pommes dauphine et les gnocchi,.
Au Québec, on appelle familièrement la purée de pommes de terre « patates pilées ».
En anglais américain, en anglais canadien et en anglais australien, on l'appelle mashed potato ou mashed potatoes et familièrement connu sous le nom de mash en anglais britannique.